# District de Mer
Le district de Mer est une ancienne division territoriale française du département de Loir-et-Cher de 1790 à 1795.
Il était composé des cantons de Mer, Avaray, Marchenoir, Oucques et Ouzouer le Marché.